# Robert Aderholt
Robert Brown Aderholt, né le 22 juillet 1965 à Haleyville (Alabama), est un homme politique américain membre du Parti républicain. Il est membre du Parti républicain. La circonscription comprend la majeure partie du comté de Tuscaloosa au nord de la rivière Black Warrior, ainsi que la banlieue nord de Birmingham dans le comté de Walker et la banlieue sud de Huntsville et Decatur.
Conservateur social, Aderholt est membre du Tea Party Caucus. Il devient le doyen de la délégation de l'Alabama au Congrès après le départ à la retraite du sénateur Richard Shelby à la fin du 117e Congrès. Selon l'indice Cook Partisan Voting Index, Aderholt représente la circonscription la plus républicaine du pays, avec un indice de R+33.

## Jeunesse
Aderholt est né à Haleyville, en Alabama, de Mary Frances Brown et Bobby Ray Aderholt. Le père de Aderholt, pasteur à temps partiel d'un petit groupe d'églises congrégationalistes du nord-ouest de l'Alabama, est juge de circuit pendant plus de 30 ans. Il fréquente l'université de North Alabama puis le Birmingham-Southern College, dont il sort diplômé en histoire et en sciences politiques Pendant ses études, Aderholt est membre de l'ordre Kappa Alpha. Il a obtenu un doctorat en droit à la Samford University Cumberland School of Law et a pratiqué le droit après l'obtention de son diplôme.

## Biographie
Après des études de droit, il devient un proche collaborateur du gouverneur Fob James.
Il est élu à la Chambre des représentants des États-Unis en 1996 pour le 4e district de l'Alabama. Il est réélu en 1998, 2000, 2002, 2004, 2006, 2008, 2010, 2012, 2014, 2016, 2018, 2020, 2022 et 2024. En dehors de la première élection acquise sur le candidat démocrate à une très faible marge, les réélections sont remportées à une très large majorité, parfois en l'absence de concurrence démocrate.
Il est membre du Tea Party et prend des positions conservatrices sur des questions telles que l’avortement, la réforme fiscale et les dépenses de défense.
Aderholt est associé à la Fellowship Foundation, qui a payé son voyage en Roumanie en 2017 pour promouvoir les « valeurs familiales traditionnelles ». En seize ans, Aderholt a voyagé dans dix-huit pays au nom de la Fellowship.

## Source
- (en) Cet article est partiellement ou en totalité issu de l’article de Wikipédia en anglais intitulé « Robert Aderholt » (voir la liste des auteurs).